# 16-Hidroxidehidroepiandrosterona
La 16-Hidroxidehidroepiandrosterona (16-OH DHEA) es un derivado de la dehidroepiandrosterona. En su forma sulfonada (Sulfato de 16-Hidroxidehidroepiandrosterona o 16-OH DHEAS), es un intermedio en la síntesis de estriol.